# فندق بست إكزوتك ماريجولد الثاني
فندق بست إكزوتك ماريجولد الثاني (بالإنجليزية: The Second Best Exotic Marigold Hotel)‏ هو فيلم كوميدا ودراما بريطاني من إخراج جون مادن وبطولة كُلٍ من جودي دينش وماجي سميث وبيل ناي وديف باتل وسيليا أمري وبينلوب ويلتون ورونالد بيكاب وديفيد ستراثيرن وريتشارد جير. وهوَ يُعتَبَرُ فيلماص مُكمّلاً للفيلم الذي صَدر في 2012 يحمل نَفس الاسم. وتدور أحداث الفيلم حول سوني الذي يطمح بتوسعة الفندق بجزء خاص بالمسنين، الأمر الذي يكلفه الكثير من الوقت المتاح لديه بالرغم من أنه حديث الزواج بحب حياته. يستقبل الفندق رواد جدد وهم جاي ولافنيا ولكن مع وجود غرفة واحدة متبقية في الفندق. وقد صَدَر الفيلم في بريطانيا أوّلا بتاريخ 26 فبراير 2015، وحازَ على آراءٍ مُتباينة من النُقّاد.

## طاقم العَمل
- جودي دينش بدور إفرين غلينسليد.
- ماجي سميث بدور موريل دونلي.
- بيل ناي بدور دوغلاس إنسلي.
- ديف باتل بدور سوني كابور.
- سيليا أمري بدور ماجي هاردكاسل.
- بينلوب ويلتون بدور جين انسلي.
- رونالد بيكاب بدور نورمان كازنس.
- ديفيد ستراثيرن بدور تاي بورلي.
- ريتشارد جير بدور جاي كامبرس.

## روابط خارجية
- فندق بست إكزوتك ماريجولد الثاني على موقع IMDb (الإنجليزية)
- فندق بست إكزوتك ماريجولد الثاني على موقع ميتاكريتيك (الإنجليزية)
- فندق بست إكزوتك ماريجولد الثاني على موقع روتن توميتوز (الإنجليزية)
- فندق بست إكزوتك ماريجولد الثاني على موقع نتفليكس (الإنجليزية)
- فندق بست إكزوتك ماريجولد الثاني على موقع قاعدة بيانات الأفلام العربية
- فندق بست إكزوتك ماريجولد الثاني على موقع ألو سيني (الفرنسية)
- فندق بست إكزوتك ماريجولد الثاني على موقع Turner Classic Movies (الإنجليزية)
- فندق بست إكزوتك ماريجولد الثاني على موقع أول موفي (الإنجليزية)
- فندق بست إكزوتك ماريجولد الثاني على موقع بوكس أوفيس موجو (الإنجليزية)
- فندق بست إكزوتك ماريجولد الثاني على موقع فيلمافينيتي (الإسبانية)